# قلعه گلان
قلعه گلان مربوط به دوره سلجوقیان است و در شهرستان مریوان، بخش مرکزی، دهستان کوماسی، شمال غرب روستای گلان واقع شده و این اثر در تاریخ ۷ اسفند ۱۳۸۶ با شمارهٔ ثبت ۲۱۵۱۴ به‌عنوان یکی از آثار ملی ایران به ثبت رسیده است.
1. تغییرمسیر ال== جستارهای وابسته =قلعه تاریخی دو صندوق اب تلا

- فهرست آثار ملی ایران
- سازمان میراث فرهنگی، صنایع دستی و گردشگری